# 안좌초등학교 자라분교
안좌초등학교 자라분교는 대한민국 전라남도 신안군에 있었던 공립 초등학교이다.

## 학교 연혁
- 1946년 12월 3일 자라국민학교 개교
- 1967년 4월 1일 도서벽지학교 도서 '을'급 지정
- 1985년 9월 1일 병설유치원 개원
- 1986년 1월 1일 도서벽지학교 도서 '나'급 조정
- 1989년 9월 1일 도서벽지학교 도서 '다'급 조정
- 1996년 3월 1일 자라초등학교 개칭
- 1999년 9월 1일 안좌초등학교 자라분교장 격하 편입
- 2001년 1월 1일 도서벽지학교 도서 '나'급 조정
- 2020년 3월 1일 자라분교장 휴교
- 2021년 4월 13일 도서벽지학교 벽지 '다'급 지정
- 2025년 2월 28일 폐교 및 안좌초등학교 통폐합, 79년만에 폐교

## 참고 자료
- 안좌초등학교자라분교장 - 한국교육학술정보원 학교알리미